# Vaal
Vaal (afrikaans: Vaalrivier) je rijeka na jugu Afrike u Južnoafričkoj Republici desni pritok Oranja, duga je 1.120 km, površina porječja joj je 196.438 km2, protječe kroz provincije Mpumalanga, Gauteng i North West.

## Tok
Rijeka Vaal izvire u planinama Drakensberg u istočnome dijelu Južnoafričke Repubublike u provinciji Mpumlanga, istočno od Johannesburga, teče prema zapadu ulijeva se u Oranje jugozapadno od grada Kimberleya. Vodom je najbogatija u srpnju i kolovozu, nije plovna i uglavnom služi za navodnjavanje poljoprivrednih površina.

## Vanjske poveznice
|  | Zajednički poslužitelj ima još gradiva o temi Vaal |

- Informacije o rijeci